# Emotafonomia
L'emotafonomia (dal greco haima per "sangue", taphos per la "sepoltura", e nomos per "legge") è lo studio delle macchie di sangue, e specialmente dei cambiamenti nell'aspetto e nella dimensione dei componenti cellulari, così come le caratteristiche della loro posizione cellulare e aspetto in funzione della topografia superficiale e della composizione del substrato. Questo termine è stato proposto dal biologo catalano Policarp Hortolà all'inizio degli anni '90, ispirandosi alla parola "tafonomia" introdotta in paleontologia da Ivan Antonovič Efremov nel 1940. 

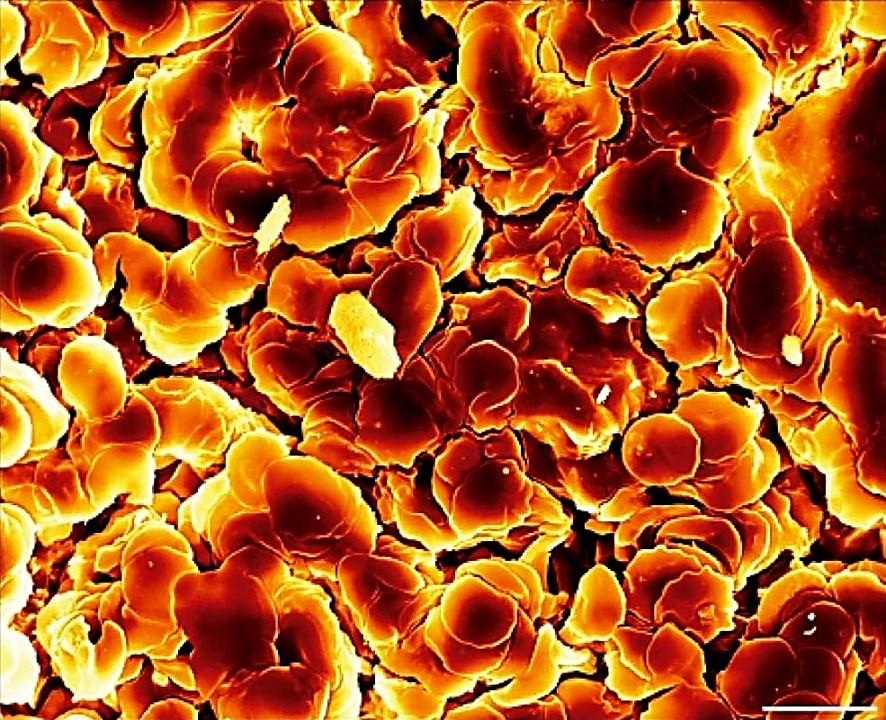
Micrografia al microscopio elettronico a scansione di una macchia di sangue umano. Immagine colorata con software collegato al microscopio per aumentare l'aspetto realistico della macchia. La barra della scala è pari a 10 micrometri.

Poiché l'oggetto di studio di emotafonomia è la citomorfologia delle cellule del sangue quando in una macchia, i suoi soggetti di studio sono campioni colorati con sangue. Il metodo di studio di emotafonomia è l'analisi delle immagini in chiaroscuro ottenute mediante microscopia elettronica a scansione. La microscopia confocale potrebbe essere un'alternativa pratica alla microscopia elettronica a scansione quando non è richiesto un livello molto elevato di dettaglio della superficie delle macchie di sangue. 
Molto prima della comparsa del primo microscopio elettronico a scansione commerciale nella metà del XX secolo, la determinazione microscopica delle macchie di sangue è stata effettuata sporadicamente come ausilio alla scienza forense, considerando il medico e il chimico Minorcan Mateu Josep Bonaventura Orfila come il primo a provare l'uso di un microscopio ottico per tali scopi. 
Al di là del punto di vista della scienza pura, l’emotafonomia applicata cerca l'uso di macchie di sangue come prova medicolegale o archeologica, e non dovrebbe essere confusa con l'analisi delle tracce ematiche.
Sul piano pratico, l'emotafonomia mira a rispondere a domande specifiche. Si tratta, in particolare, di determinare se una macchia sia o meno sangue verificando la presenza di globuli rossi. In caso affermativo, è necessario identificare se il sangue proviene da un mammifero o meno. Se il sangue è di origine mammifera, occorre stabilire se proviene da un cammellide (come il dromedario, il cammello bactriano, il guanaco, la vigogna, ecc.) a causa della morfologia ovale, appiattita e anucleata dei loro eritrociti. Inoltre, essendo una tecnica microscopica, l'emotafonomia consente anche di identificare i drepanociti caratteristici dell'anemia falciforme.
L'emotafonomia è stato utilizzato anche per lo studio dei residui di sangue in frammenti di manoscritti medievali e sulla Sindone di Torino.
Il sangue dei vertebrati e la morfologia degli eritrociti dei mammiferi nel corpo e in una macchia
Il sangue dei vertebrati (cioè "sangue" in senso stretto) è un tipo di tessuto connettivo formato da una sospensione di cellule in un mezzo liquido (plasma). In questo tessuto istologico sono presenti tre tipi di cellule: eritrociti (globuli rossi), leucociti (globuli bianchi) e trombociti (piastrina, nei mammiferi).

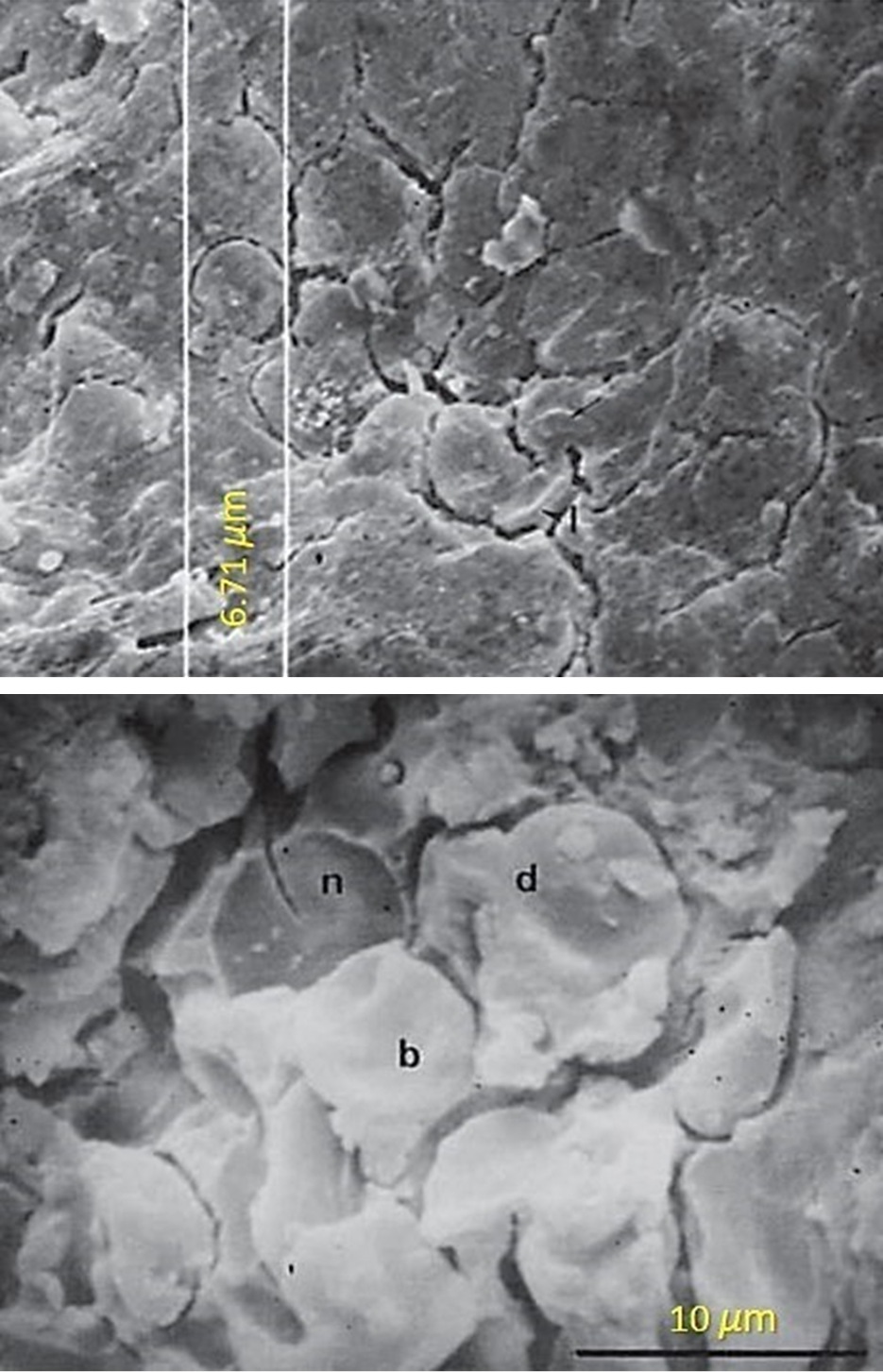
Micrografie al microscopio elettronico a scansione di una macchia di sangue sperimentale di pecari dal collare su selce, invecchiata per un anno. In alto, un ecatocita; in basso, un gianocita (n). Fonte: Experimental SEM determination of game mammalian bloodstains on stone tools, Policarp Hortolà, Environmental Archaeology, 2001, riprodotto con il permesso dell'editore (Taylor & Francis Ltd, http://www.tandfonline.com).

A differenza di altri vertebrati, i mammiferi hanno globuli rossi anucleati (acariociti). Come eccezione in altri vertebrati, le salamandre della famiglia Plethodontidae hanno una proporzione di globuli rossi anucleati, con le specie Batrachoseps attenuatus che possiedono quasi il 95% di acariociti. Allo stesso modo, il pesce teleosteo Maurolicus muelleri ha eritrociti anucleati. 
A causa della mancanza di nucleo, i globuli rossi tipici dei mammiferi sono modellati come dischi biconcavi (discociti). Questo non si applica alla famiglia Camelidae, dove i globuli rossi sono ovali (ovalociti). Altre forme fisiologiche, minori o patologiche, sono: echinociti (cellule spinose), dacriociti (cellule come lacrime), schizociti (cellule come casco), cheratociti (cellule come corno), drepanociti (cellule falciformi) e molti altri.
Nelle macchie di sangue, la maggior parte delle forme di globuli rossi condividono la morfologia con quelle descritte in ematologia. Tuttavia, due morfologie di eritrociti sono dovute specificamente ai fenomeni di essiccazione del sangue, che possono essere considerati come morfologie caratteristiche di macchie di sangue di (almeno) mammiferi, e per questo motivo non si trovano in condizioni fisiologiche. Queste forme sono due:
- ecatociti (forme lunari, correlate all'interazione eritrocita-plasma quando essiccati; etimologicamente d'Ecate).
- gianociti (repliche negative, legate all'impressione dalla matrice di plasma secco; etimologicamente de Giano).